# Atletiek op de Olympische Zomerspelen 2008

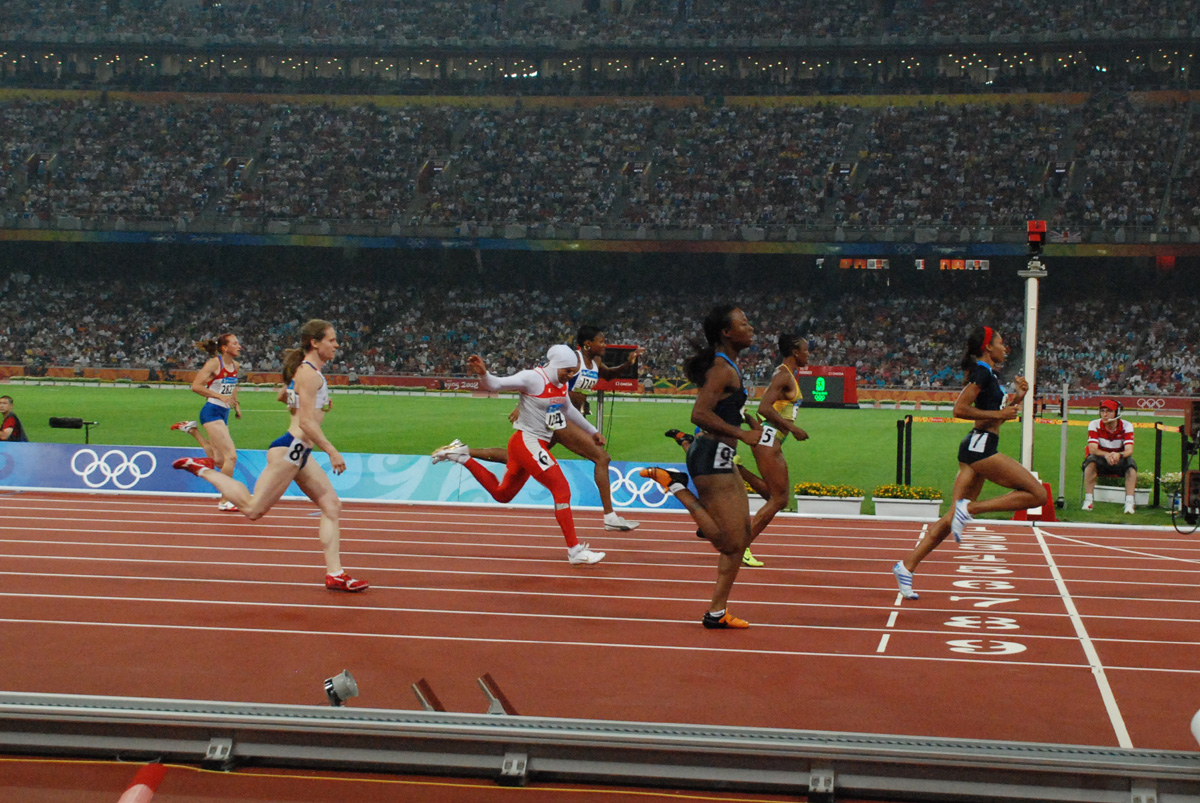
De halve finales van de 200 m bij de vrouwen

Atletiek is een van de sporten die beoefend werden tijdens de Olympische Zomerspelen 2008 in Peking. De atletiekonderdelen werden afgewerkt tijdens de laatste tien dagen van de spelen. Dit betekent dat er op 15 augustus begonnen werd en dat op 24 augustus de laatste medailles uitgereikt werden. De onderdelen vonden plaats in het Olympisch Stadion, ook wel het Vogelnest genoemd. Atletiek wordt op de Olympische Spelen op de baan en op de weg verwerkt.
De onderdelen zijn voor mannen en vrouwen vrijwel gelijk. De mannen hadden 24 onderdelen waar een gouden medaille verdiend kon worden, bij de vrouwen waren dat er 23. Bij de vrouwen ontbrak het snelwandelen over 50 kilometer. Andere kleine verschillen waren: de meerkamp is voor mannen de tienkamp en voor vrouwen de zevenkamp, de korte hordeloop gaat bij de mannen over 110 meter en bij de vrouwen over 100 meter.

## Kwalificatie-eisen
Elke NOC mocht drie atleten per onderdeel afvaardigen, indien ze allemaal hadden voldaan aan de A kwalificatie. Ze mochten één atleet afvaardigen als hij/zij voldaan heeft aan de B kwalificatie-eis. Voor de estafettes werden door de IAAF zestien teams uitgenodigd, één per land.
De eisen moesten bereikt worden tijdens de kwalificatieperiode die vastgesteld was door de IAAF.

## Uitslagen

### Mannen
| Onderdeel               | Goud                                                                             | Goud        | Zilver                                                                 | Zilver   | Brons                                                                     | Brons      |
| ----------------------- | -------------------------------------------------------------------------------- | ----------- | ---------------------------------------------------------------------- | -------- | ------------------------------------------------------------------------- | ---------- |
| 100 m                   | Usain Bolt JAM                                                                   | 9,69 WR     | Richard Thompson TRI                                                   | 9,89     | Walter Dix USA                                                            | 9,91       |
| 200 m                   | Usain Bolt JAM                                                                   | 19,30 WR    | Shawn Crawford USA                                                     | 19,96    | Walter Dix USA                                                            | 19,98      |
| 400 m                   | LaShawn Merritt USA                                                              | 43,75       | Jeremy Wariner USA                                                     | 44,74    | David Neville USA                                                         | 44,80      |
| 800 m                   | Wilfred Bungei KEN                                                               | 1.44,65     | Ismail Ahmed Ismail SUD                                                | 1.44,70  | Alfred Yego KEN                                                           | 1.44,82    |
| 1500 m                  | Asbel Kiprop KEN                                                                 | 3.33,11     | Nicholas Willis NZL                                                    | 3.34,16  | Mehdi Baala FRA                                                           | 3.34,21    |
| 5000 m                  | Kenenisa Bekele ETH                                                              | 12.57,82 OR | Eliud Kipchoge KEN                                                     | 13.02,80 | Edwin Cheruiyot Soi KEN                                                   | 13.06,22   |
| 10.000 m                | Kenenisa Bekele ETH                                                              | 27.01,17 OR | Sileshi Sihine ETH                                                     | 27.02,77 | Micah Kogo KEN                                                            | 27.04,11   |
| 110 m horden            | Dayron Robles CUB                                                                | 12,93       | David Payne USA                                                        | 13,17    | David Oliver USA                                                          | 13.18      |
| 400 m horden            | Angelo Taylor USA                                                                | 47,25       | Kerron Clement USA                                                     | 47,98    | Bershawn Jackson USA                                                      | 48,06      |
| 3000 meter steeplechase | Brimin Kipruto KEN                                                               | 8.10,34     | Mahiedine Mekhissi-Benabbadt FRA                                       | 8.10,49  | Richard Mateelong KEN                                                     | 8.11,01    |
| 4x100 m                 | Trinidad en Tobago Keston Bledman Marc Burns Emmanuel Callender Richard Thompson | 38,06       | Japan Naoki Tsukahara Shingo Suetsugu Shinji Takahira Nobuharu Asahara | 38,15    | Brazilië Vicente de Lima Sandro Viana Bruno de Barros José Carlos Moreira | 38,24      |
| 4x400 m                 | Verenigde Staten LaShawn Merritt Angelo Taylor David Neville Jeremy Wariner      | 2.55,39 OR  | Bahama's Andretti Bain Michael Mathieu Andrae Williams Chris Brown     | 2.58,03  | Groot-Brittannië Andrew Steele Robert Tobin Michael Bingham Martyn Rooney | 2.58,81    |
| Marathon                | Samuel Wanjiru KEN                                                               | 2:06.32 OR  | Jaouad Gharib MAR                                                      | 2:07.16  | Tsegay Kebede ETH                                                         | 2:10.00    |
| 20 km snelwandelen      | Valeri Bortsjin RUS                                                              | 1:19.01     | Jefferson Pérez ECU                                                    | 1:19.15  | Jared Tallent AUS                                                         | 1:19.42    |
| 50 km snelwandelen      | Alex Schwazer ITA                                                                | 3:37.09 OR  | Jared Tallent AUS                                                      | 3:39.27  | Denis Nizjegorodov RUS                                                    | 3:40.14    |
| Verspringen             | Irving Saladino PAN                                                              | 8,34 m      | Godfrey Khotso Mokoena RSA                                             | 8,24 m   | Ibrahim Camejo CUB                                                        | 8,20 m     |
| Hink-stap-springen      | Nelson Évora POR                                                                 | 17,67 m     | Phillips Idowu GBR                                                     | 17,62 m  | Leevan Sands BAH                                                          | 17,59 m NR |
| Hoogspringen            | Andrej Silnov RUS                                                                | 2,36 m      | Germaine Mason GBR                                                     | 2,34 m   | Jaroslav Rybakov RUS                                                      | 2,34 m     |
| Polsstokhoogspringen    | Steven Hooker AUS                                                                | 5,96 m OR   | Jevgeni Loekjanenko RUS                                                | 5,85 m   | Derek Miles USA                                                           | 5,70 m     |
| Kogelstoten             | Tomasz Majewski POL                                                              | 21,51 m     | Christian Cantwell USA                                                 | 21,09 m  | Dylan Armstrong CAN                                                       | 21,04 m NR |
| Discuswerpen            | Gerd Kanter EST                                                                  | 68,82 m     | Piotr Małachowski POL                                                  | 67,82 m  | Virgilijus Alekna LTU                                                     | 67,79 m    |
| Speerwerpen             | Andreas Thorkildsen NOR                                                          | 90,57 m OR  | Ainārs Kovals LAT                                                      | 86,64 m  | Tero Pitkämäki FIN                                                        | 86,16 m    |
| Kogelslingeren          | Primož Kozmus SLO                                                                | 82,02 m     | Vadzim Dzevjatowski BLR                                                | 81,61 m  | Ivan Tsichan BLR                                                          | 81,51 m    |
| Tienkamp                | Bryan Clay USA                                                                   | 8791        | Andrej Krawtsjanka BLR                                                 | 8551     | Leonel Suárez CUB                                                         | 8527 NR    |

### Vrouwen
| Onderdeel               | Goud                                                                          | Goud           | Zilver                                                                      | Zilver      | Brons                                                                                  | Brons        |
| ----------------------- | ----------------------------------------------------------------------------- | -------------- | --------------------------------------------------------------------------- | ----------- | -------------------------------------------------------------------------------------- | ------------ |
| 100 m                   | Shelly-Ann Fraser JAM                                                         | 10,78          | Sherone Simpson JAM Kerron Stewart JAM                                      | 10,98       |                                                                                        |              |
| 200 m                   | Veronica Campbell-Brown JAM                                                   | 21,74          | Allyson Felix USA                                                           | 21,93       | Kerron Stewart JAM                                                                     | 22,00        |
| 400 m                   | Christine Ohuruogu GBR                                                        | 49,62          | Shericka Williams JAM                                                       | 49,69       | Sanya Richards USA                                                                     | 49,93        |
| 800 m                   | Pamela Jelimo KEN                                                             | 1.54,87 WRJ    | Janeth Jepkosgei KEN                                                        | 1.56,07     | Hasna Benhassi MAR                                                                     | 1.56,73      |
| 1500 m                  | Nancy Langat KEN                                                              | 4.00,23        | Iryna Lisjtsjynska UKR                                                      | 4.01,63     | Natalja Tobias UKR                                                                     | 4.01,78      |
| 5000 m                  | Tirunesh Dibaba ETH                                                           | 15.41,40       | Meseret Defar ETH                                                           | 15.44,12    | Sylvia Kibet KEN                                                                       | 15.44,96     |
| 10.000 m                | Tirunesh Dibaba ETH                                                           | 29.54,56 OR AR | Shalane Flanagan USA                                                        | 30.22,22 AR | Linet Masai KEN                                                                        | 30.26,50 WRJ |
| 100 m horden            | Dawn Harper USA                                                               | 12,54          | Sally McLellan AUS                                                          | 12,64       | Priscilla Lopes-Schliep CAN                                                            | 12,64        |
| 400 m horden            | Melaine Walker JAM                                                            | 52,64 OR       | Sheena Tosta USA                                                            | 53,70       | Tasha Danvers GBR                                                                      | 53,84        |
| 3000 meter steeplechase | Goelnara Samitova-Galkina RUS                                                 | 8.58,81 WR     | Eunice Jepkorir KEN                                                         | 9.07,41 AR  | Tatjana Petrova RUS                                                                    | 9.07,64      |
| 4x100 m                 | België Olivia Borlée Hanna Mariën Élodie Ouédraogo Kim Gevaert                | 42,54 NR       | Nigeria Ene Franca Idoko Gloria Kemasuode Halimat Ismaila Oludamola Osayomi | 43,04       | Brazilië Rosemar Maria Neto Lucimar Aparecida de Moura Thaissa Presti Rosângela Santos | 43,14        |
| 4x400 m                 | Verenigde Staten Mary Wineberg Allyson Felix Monique Henderson Sanya Richards | 3.18,54        | Jamaica Novlene Williams Shereefa Lloyd Rosemarie Whyte Shericka Williams   | 3.20,40     | Groot-Brittannië Christine Ohuruogu Kelly Sotherton Marilyn Okoro Nicola Sanders       | 3.22,68      |
| Marathon                | Constantina Diță ROU                                                          | 2.26,44        | Catherine Ndereba KEN                                                       | 2.27,06     | Zhou Chunxiu CHN                                                                       | 2.27,07      |
| 20 km snelwandelen      | Olga Kaniskina RUS                                                            | 1:26.31 OR     | Kjersti Plätzer NOR                                                         | 1:27.07 NR  | Elisa Rigaudo Italië                                                                   | 1:27.12      |
| Verspringen             | Maurren Maggi BRA                                                             | 7,04 m         | Blessing Okagbare NGR                                                       | 6,91 m      | Chelsea Hammond JAM                                                                    | 6,79 m       |
| Hink-stap-springen      | Françoise Mbango Etone CMR                                                    | 15,39 m OR AR  | Olga Rypakova KAZ                                                           | 15,11 m AR  | Yargelis Savigne CUB                                                                   | 15,05 m      |
| Hoogspringen            | Tia Hellebaut BEL                                                             | 2,05 NR        | Blanka Vlašić CRO                                                           | 2,05 m      | Chaunte Howard USA                                                                     | 1,99 m       |
| Polsstokhoogspringen    | Jelena Isinbajeva RUS                                                         | 5,05 m WR      | Jennifer Stuczynski USA                                                     | 4,80 m      | Svetlana Feofanova RUS                                                                 | 4,75 m       |
| Kogelstoten             | Valerie Vili NZL                                                              | 20,56 m AR     | Misleydis González CUB                                                      | 19,50 m     | Gong Lijiao CHN                                                                        | 19,20 m      |
| Discuswerpen            | Stephanie Brown-Trafton USA                                                   | 64,74 m        | Olena Antonova UKR                                                          | 62,59 m     | Song Aimin CHN                                                                         | 62,20        |
| Speerwerpen             | Barbora Špotáková CZE                                                         | 71,42 m AR     | Christina Obergföll GER                                                     | 66,13 m     | Goldie Sayers GBR                                                                      | 65,75 m NR   |
| Kogelslingeren          | Yipsi Moreno CUB                                                              | 75,20 m        | Zhang Wenxiu CHN                                                            | 74,32 m     | Manuela Montebrun FRA                                                                  | 72,54 m      |
| Zevenkamp               | Natalja Dobrynska UKR                                                         | 6733           | Hyleas Fountain USA                                                         | 6619        | Kelly Sotherton GBR                                                                    | 6517         |

## Afkortingenlijst
- WR: Wereldrecord
- OR: Olympisch record
- AR: Werelddeelrecord
- NR: Nationaal record
- WRJ: Wereldrecord junioren
- WL: Beste prestatie ter wereld tot dan in dat jaar
- PB: Persoonlijk record
- SB: Beste persoonlijke prestatie tot dan in dat jaar
- DNF: opgegeven
- DNS: niet gestart
- DSQ: gediskwalificeerd

## Medaillespiegel
| Medaillespiegel atletiek (na 47 van de 47 onderdelen) | Medaillespiegel atletiek (na 47 van de 47 onderdelen) | Medaillespiegel atletiek (na 47 van de 47 onderdelen) | Medaillespiegel atletiek (na 47 van de 47 onderdelen) | Medaillespiegel atletiek (na 47 van de 47 onderdelen) | Medaillespiegel atletiek (na 47 van de 47 onderdelen) |
| Rang                                                  | Land                                                  | G                                                     | S                                                     | B                                                     | Totaal                                                |
| ----------------------------------------------------- | ----------------------------------------------------- | ----------------------------------------------------- | ----------------------------------------------------- | ----------------------------------------------------- | ----------------------------------------------------- |
| 1                                                     | Verenigde Staten                                      | 7                                                     | 10                                                    | 8                                                     | 25                                                    |
| 2                                                     | Kenia                                                 | 6                                                     | 4                                                     | 6                                                     | 16                                                    |
| 3                                                     | Jamaica                                               | 5                                                     | 4                                                     | 2                                                     | 11                                                    |
| 4                                                     | Rusland                                               | 5                                                     | 1                                                     | 4                                                     | 10                                                    |
| 5                                                     | Ethiopië                                              | 4                                                     | 2                                                     | 1                                                     | 7                                                     |
| 6                                                     | Cuba                                                  | 2                                                     | 1                                                     | 3                                                     | 6                                                     |
| 7                                                     | België                                                | 2                                                     | 0                                                     | 0                                                     | 2                                                     |
| 8                                                     | Groot-Brittannië                                      | 1                                                     | 2                                                     | 5                                                     | 8                                                     |
| 9                                                     | Australië                                             | 1                                                     | 2                                                     | 1                                                     | 4                                                     |
| 9                                                     | Oekraïne                                              | 1                                                     | 2                                                     | 1                                                     | 4                                                     |
| 11                                                    | Nieuw-Zeeland                                         | 1                                                     | 1                                                     | 0                                                     | 2                                                     |
| 11                                                    | Noorwegen                                             | 1                                                     | 1                                                     | 0                                                     | 2                                                     |
| 11                                                    | Polen                                                 | 1                                                     | 1                                                     | 0                                                     | 2                                                     |
| 11                                                    | Trinidad en Tobago                                    | 1                                                     | 1                                                     | 0                                                     | 2                                                     |
| 15                                                    | Brazilië                                              | 1                                                     | 0                                                     | 2                                                     | 3                                                     |
| 16                                                    | Italië                                                | 1                                                     | 0                                                     | 1                                                     | 2                                                     |
| 17                                                    | Kameroen                                              | 1                                                     | 0                                                     | 0                                                     | 1                                                     |
| 17                                                    | Tsjechië                                              | 1                                                     | 0                                                     | 0                                                     | 1                                                     |
| 17                                                    | Estland                                               | 1                                                     | 0                                                     | 0                                                     | 1                                                     |
| 17                                                    | Panama                                                | 1                                                     | 0                                                     | 0                                                     | 1                                                     |
| 17                                                    | Portugal                                              | 1                                                     | 0                                                     | 0                                                     | 1                                                     |
| 17                                                    | Roemenië                                              | 1                                                     | 0                                                     | 0                                                     | 1                                                     |
| 17                                                    | Slovenië                                              | 1                                                     | 0                                                     | 0                                                     | 1                                                     |
| 24                                                    | Wit-Rusland                                           | 0                                                     | 2                                                     | 1                                                     | 3                                                     |
| 25                                                    | Nigeria                                               | 0                                                     | 2                                                     | 0                                                     | 2                                                     |
| 26                                                    | China                                                 | 0                                                     | 1                                                     | 3                                                     | 4                                                     |
| 27                                                    | Frankrijk                                             | 0                                                     | 1                                                     | 2                                                     | 3                                                     |
| 28                                                    | Bahama's                                              | 0                                                     | 1                                                     | 1                                                     | 2                                                     |
| 28                                                    | Marokko                                               | 0                                                     | 1                                                     | 1                                                     | 2                                                     |
| 30                                                    | Kroatië                                               | 0                                                     | 1                                                     | 0                                                     | 1                                                     |
| 30                                                    | Ecuador                                               | 0                                                     | 1                                                     | 0                                                     | 1                                                     |
| 30                                                    | Duitsland                                             | 0                                                     | 1                                                     | 0                                                     | 1                                                     |
| 30                                                    | Japan                                                 | 0                                                     | 1                                                     | 0                                                     | 1                                                     |
| 30                                                    | Kazachstan                                            | 0                                                     | 1                                                     | 0                                                     | 1                                                     |
| 30                                                    | Letland                                               | 0                                                     | 1                                                     | 0                                                     | 1                                                     |
| 30                                                    | Zuid-Afrika                                           | 0                                                     | 1                                                     | 0                                                     | 1                                                     |
| 30                                                    | Soedan                                                | 0                                                     | 1                                                     | 0                                                     | 1                                                     |
| 38                                                    | Canada                                                | 0                                                     | 0                                                     | 2                                                     | 2                                                     |
| 39                                                    | Finland                                               | 0                                                     | 0                                                     | 1                                                     | 1                                                     |
| 39                                                    | Litouwen                                              | 0                                                     | 0                                                     | 1                                                     | 1                                                     |
|                                                       | Totaal                                                | 47                                                    | 48                                                    | 46                                                    | 141                                                   |